# Hebdomactis crystallodes
Hebdomactis crystallodes är en fjärilsart som beskrevs av Edward Meyrick 1929. Hebdomactis crystallodes ingår i släktet Hebdomactis och familjen mångfliksmott, (Alucitidae). Inga underarter finns listade i Catalogue of Life.